# Öxará
L'Öxará, toponyme islandais signifiant littéralement en français « la rivière de la hache », est une petite rivière d'Islande située dans le Sud-Ouest du pays. Son cours est intégralement situé dans le parc national de Þingvellir. Elle prend sa source au Myrkavatn, au nord-nord-ouest du Þingvallavatn, s'écoule vers le sud-sud-est, pénètre dans la vallée des Þingvellir via l'Almannagjá en formant l'Öxarárfoss et se jette quelques centaines de mètres plus loin à l'extrémité septentrionale du Þingvallavatn dont elle constitue l'un des principaux affluents.

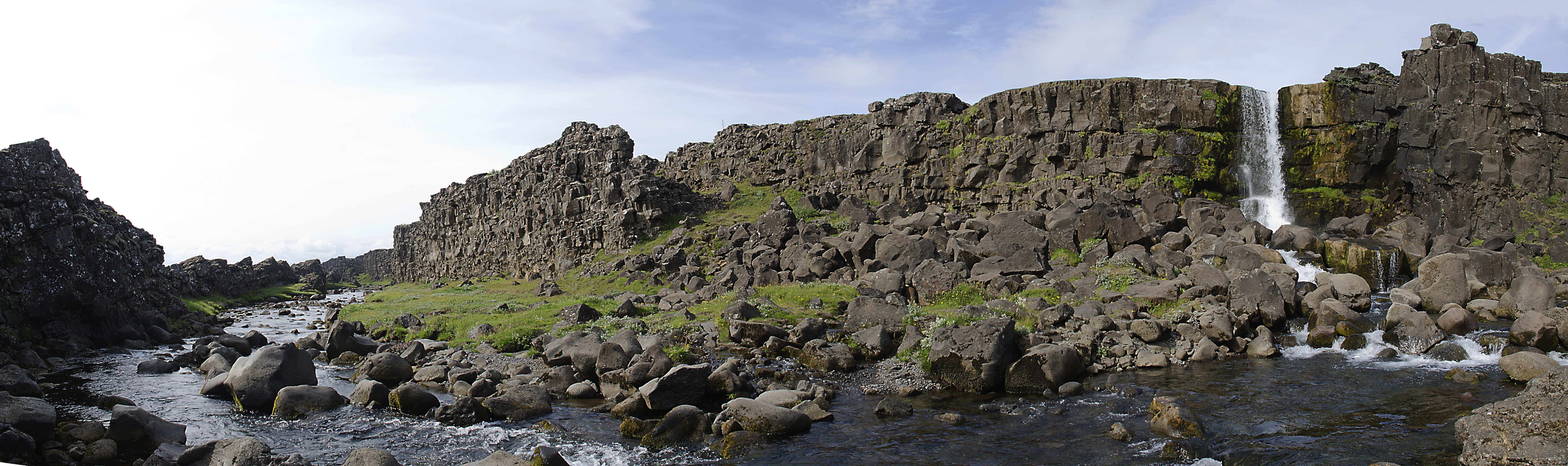
Vue panoramique de l'Öxará et de l'Öxarárfoss dans l'Almannagjá.

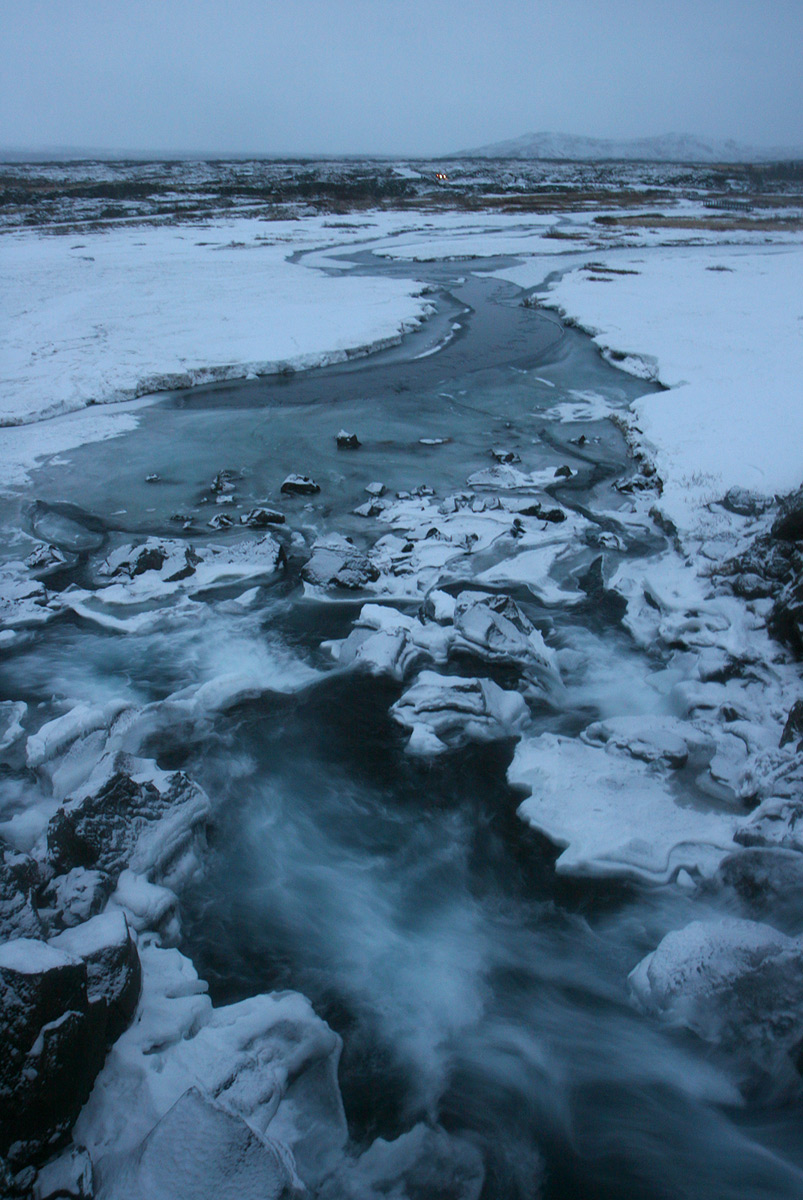
Vue de l'Öxará partiellement gelée en hiver.